# Џанел Моне
Џанел Моне Робинсон (енгл. Janelle Monáe Robinson; Канзас Сити, 1. децембар 1985) америчка је певачица, реперка, музички продуцент, глумица и текстописац. Џанел има уговор са издавачком кућом Атлантик рекордс, као и сопственим предузећем Вондаленд. Каријеру је започела 2003. године када је објавила демо албум The Audition, а 2007. године ЕП под називом Metropolis: Suite I (The Chase), који је постигао умерен комерцијални успех.  Године 2010. Џанел је објавила студијски албум под називом .
Године 2011. гостовала је бенду Fun на синглу We Are Young који је забележио комерцијалан успех и био је на музичким листама у преко десет земаља. Други студијски албум под називом The Electric Lady објавила је 2013. године и он је такође постигао комерцијални успех.
Поред музике, Џанел се опробала и као глумица, 2016. године први пут у филму Скривене бројке, за коју је добила Награду Удружења телевизијских филмских критичара за најбољу глумицу у споредној улози, а након тога и у филму Месечина.
Трећи студијски албум под називом Dirty Computer Џанел је објавила 2018. године, а он је по мишљењу неких критичара био најбољи албум године и доживео је велики комерцијал успех.
Током каријере објавила је три студијска албума, један демо албум и 3 ЕП-а. Вишеструко је награђивана за рад на пољу музике.

## Биографија
Рођена је 1. децембра 1985. године у Кназас Ситију а одрасла је у насељу Квиндаро. Њена мајка Џанет била је домарка, а отац Мајкл возач камиона. Желела је да постане певачица још одмалена. Студирала је на Америчкој музичкој и драмској академији у Њујорку и глумила у позоришту Freedom у Филаделфији.
Изјаснила се као пансекуалка и бисексуалка, као и да подржава ЛГБТ заједницу. На њену музику велики утицај имали су Мајкл Џексон, Џенет Џексон, Принс, Ауткаст, Џејмс Браун, Грејс Џоунс, Стиви Вондер, Дејвид Боуи, Џими Хендрикс, Фанкаделик и други.

## Каријера
Након што се преселила у Атланту, Џанел је спонзорисао и био јој ментор музичар Big Boi из групе Ауткаст, све док није основала сопствену издавачку кућу Вондаленд. Први ЕП под називом Audition, са четрнаест песама поп жанра објавила је 2003. године. Објављен је у само 400 примерака.
Џанел се појавила на албуму Ауткаста под називом Idlewild, на песмама Call the Law и In Your Dreams. Џанел је након тога потписала уговор са издавачком  Bad boy. Поред певања, Џанел се бави глумом и музичком продукцијом.

### 2007—2011
Године 2007. Џанел је објавила први соло пројекат, под називом Metropolis. Првобитно је замишљен као концептуални албум у четири дела, који је требало да буде објављен на њеном веб-сајту. Након објављивања првог дела пројекта под називом Metropolis: Suite I (The Chase) средином 2007. године, ови планови су измењени јер је Џанел потписала уговор за са издавачку кућу Bad boy, чији је власник Шон Комбс. Bad boy је у августу 2007. године објавио ЕП под називом The Chase Suite (Special Edition) и добио је позитивне критике од стране музичких критичара. Џанел се појавила на летњој турнеји бенда Но даут, 2009. године. Џанелин сингл Open Happiness представљен је у финалу Америчког идола, сезоне 2009. године. У интервјуу у новембру 2009. године Џанел је открила наслов и концепт новог албума под називом The ArchAndroid. Објављен је 18. маја 2010. године и води се као први соло албум певачице. На албуму се налази осамнаест песама укључујући два сингла, Tightrope, који је објављен 11. фебруара 2010. и Cold War објављеног 8. августа 2010. Песме које се налазе на албуму су нео соул, ритам и блуз, психоделик поп и соул жанра.
Године 2010. Џанел је добила награду од стране Америчког удружења композитора, аутора и објављивача на Ритам и соул музичкој додели награда. Током друге епизоде елиминације једанаесте сезоне ТВ емисије Плес са звездама, Џанел је извела песму Tightrope. Наступала је на 53. додели Греми награда 2011. године заједно са Бруном Марсом и Боби Рејом. Извела је песму Боби Реја Nothin' on You као и своју песму Cold War, са Рејом на гитари и Бруном на бубњевима.
У септембру 2011. године Џанел је била гост на сингу We Are Young групе Fun, а песма је доживела комерцијални успех и нашла се на десет музичких листа, а продата је у преко десет милион примерака широм света. Због ове песме Џанел је била номинована за Греми награду, на 55. додели Греми награда, у категорији „Издање године”.

### 2012—2014
Током 2012. године, Џанел је гостовала на песми Do My Thing певачице Естел, која се нашла на њеном студијском албуму All of Me. У јуну 2012. године снимила је две нове песме, Electric Lady и Dorothy Dandridge Eyes. У јулу 2012. године појавила се на џез фестивалу у Ротердаму. Од августа 2012. године била је заступница америчког козметничког бренда CoverGirl. У септембру 2012. године Џанел је наступала на Каролина фестивалу у знак подршке Бараку Обами, непосредно пред Националне демократске конвенције 2012. године у Јужној Каролини. У октобру 2012. године Џанел се појавила у реклами за Sonos Wireless, као и у реклами за Sonos са бендом Deep Cotton. Веће града Бостона именовало је 16. октобар 2013. године даном Џанел Моне у граду Бостону.
Први сингл под називом Q.U.E.E.N. са албума The Electric Lady Џанел је објавила на веб-сајту SoundCloud и за дигитално преузимање од 23. априла 2013. године. Сингл је продат у 31.000 примерака, а имао је 4 милиона прегледа на сајту Јутјуб током прве недеље од објављивања. На албуму The Electric Lady гостовали су Соланж Ноул, Принс, Мигел и Есперанза Спалдинг.  објављен је 6. септембра 2013. године, на њему се налази двадесет и девет песама укључујући синглове Q.U.E.E.N, Dance Apocalyptic, PrimeTime и Electric Lady. Песме на албуму су госпел, хип хоп, рок, соул, џез и фанк жанра.
Дана 14. септембра 2013. године Џанел је наступала са бендом Chic на Ајтјунс фестивалу у Лондону. Четрнаест дана касније Џанел је наступала на фестивалу у Сентрал парку заједно са Стиви Вондером, а 26. октобра исте године гостовал је са Едвардом Нортоном у телевизијској емисији Уживо суботом увече. Џанел је позајмила глас као ветеринарка у филму Рио 2, који је у Сједињеним Државама објављен 11. априла 2014. године, заједно са њеном песмом What Is Love која је била саундтрек филма. У априлу 2014. године позвана је заједно са Тесан Чин, Пети Лабел, Аретом Френклин, Џил Скот, Аријаном Гранде и Мелисом Етериџ у Белу кућу као део Пи-Би-Ес-овог програма Women of Soul који слави америчке уметнице које су оставиле неизбрисив и дубок утицај на америчку музичку културу. Џанел је тада извела песме Goldfinger и Tightrope, а придружила се и представи под називом Поносна Марија.
Дана 14. априла 2014. године Џанел је добила награду од женског центра Харвард колеџа за уметност и истрајност у феминизму. Средином 2014. године Џанел је у интервјуу за Фјуз објавила информацију да ради на новом албуму. Током 2014. сарађивала је са Серхио Мендесом на песми Visions of You, која се појавила на његовом албуму . Џанел се појавила у једној епизоди америчког ТВ серијала за децу Улица Сезам.

### 2015—данас
У фебруару 2015. године Џанел је уз помоћ Епик рекорса основала издавачку кућу Вонделенд, која има за циљ да промовише музичаре. Крајем марта 2015. године објавила је сингл Yoga, који се нашао на другом ЕП-у Џанеле под називом . ЕП је дебитовао на двадесет и другом месту музичке листе Билборд 200 и петом месту листе Топ ритам и блуз/хип-хоп албума, а продат је у 47.000 примерака. Средином 2015. године Џанел се појавила на Недељи моде у Лондону. Сарађивала је са музичаром Нилом Роџерсом на новом албуму његове групе Chic, као и са Дјуран Дјуран, на синглу Pressure Off који се нашао на њиховом албуму Paper Gods. Дана 14. августа 2015. године Џанел је извела протестну песму Hell You Talmbout, која је подигла свест о убијању људи црне расе од стране полиције у Сједињеним Америчким Државама. У октобру 2016. године Џанел се појавила у филму Месечина заједно са Махершала Алијем, Наоми Харис и Андре Холандом. Такође се појавила у филму Скривене бројке заједно са Октејвијом Спенсер и Тараји Пенда Хенсон, а филм је објављен у децембру 2016. године.
У периоду док се бавила глумом, Џанел је остала активна у музици, снимила је песму Venus Fly која се нашла на албуму Art Angels, певачице Грајмс, као и на саундтреку Нетфликсове серије The Get Down. Џанел је такође снимила песме Isn't This the World и Jalapeño, које су биле саундтрек за филм Скривене бројке. У интервјуу за часопис Пипл 2017. године, Џанел је изјавила да увелико ради на трећем студијском албуму. Дана 16. фебруара 2018. Џанел је најавила свој трећи студијски албум под називом Dirty Computer, објављујући тизер видео на сајту Јутјуб. Први албумски синглови Make Me Feel и Django Jane објављени су 22. фебруара 2018. године, а за оба је снимљен и видео спот. Након објављивања сингла Make Me Feel, Џанел је потврдила да је Принс учествовао на њеном новом албуму.
Џанел се појавила у једној епизоди ТВ серије Autofac, 2017. године. Албум Dirty Computer објављен је 27. априла 2018. године и на њему се налази четрнаест песама поп, фанк, хип хоп, ритам и блуз и нео соул жанра. Албум је дебитовао на шестом месту листе Билборд 200 и налазио се међу десет најбољих албума музичких листа у Канади, Уједињеном Краљевству и Ирској. Асошијетед прес, Њујорк тајмс и Национални јавни радио Сједињених Држава изабрали су албум Dirty Computer за албум године. Албум је био номинован за Греми награду у категорији за „Албум године”, на 61. додели Греми награда. Дана 15. новембра 2018. године Џанел је добила награду „Пионир године” на Билборд манифестацији 6. децембра 2018. године. Такође током 2018. Џанел је глумила у филму Добродошли у Марвен. Током 2019. године Џанел је позајмила глас за анимирани филм Ружне лутке, а током исте године глумила је у филму Харијет, који говори о америчкој активисткињи Харијет Табман.

## Дискографија
- (2010)
- (2013)
- (2018)